# Sesto Cornelio Repentino
Sesto Cornelio Repentino (in latino Sextus Cornelius Repentinus; fl. II secolo) è stato un politico e militare romano.

## Biografia
La sua carriera lo vide iniziare come esattore delle tasse (advocatus fisci). In seguito fu questore e prefetto del pretorio durante gli ultimi anni del principato di Antonino Pio (dal 160 circa) e gli inizi di quello di Marco Aurelio (dal 161). Era originario di Scilio, un'antica città vicino a Cartagine, nella provincia dell'Africa proconsolare (la moderna Tunisia). Al culmine della sua carriera ottenne il titolo di vir clarissimus.
Il figlio, anch'egli Sesto Cornelio Repentino, divenne governatore della Lusitania attorno al 188, per poi sposare nel 193 la figlia dell'imperatore Didio Giuliano, Didia Clara. Sempre il figlio divenne praefectus urbis della città di Roma.